# Глазов, Павел Михайлович
Па́вел Миха́йлович Гла́зов (1747—1814) — генерал-майор, герой Очаковского штурма.

## Биография
Родился в 1747 году в семье коллежского асессора (с 1874) и депутата от Обоянского дворянства в Комиссии для составления нового уложения Михаила Фаддеевича Глазова.
27 апреля 1763 года Глазов поступил на службу в лейб-гвардии Конный полк рейтаром. В 1768 году был произведён в чин каптенармуса; 16 сентября этого года его отец, член Комиссии уложения, сдал ему на время свою должность.
1 января 1769 году Глазов был произведён из вахмистров в поручики. Участвовал в 1769—1773 г. в русско-турецкой войне, был в сражениях под Бухарестом 20 октября 1770 г. и Силистрией 18 июня 1773 г. и 24 ноября 1771 г. награждён чином капитана.
8 мая 1777 г. произведён в секунд-майоры, 30 января 1780 г. назначен командиром лейб-гусарского эскадрона. 8 июня 1781 г. произведён в премьер-майоры.
Летом 1783 г. покровительствовавший Глазову Григорий Потёмкин прислал его к императрице Екатерине II с донесениями, а в июле он отправился назад с письмом Екатерины к Потёмкину. 16 мая 1784 г. произведён в подполковники. 12 июля 1788 г. Глазов вторично прислан был Потёмкиным в Санкт-Петербург и по просьбе князя произведён 14 июля в полковники. 11 августа 1788 г. переведён в Екатеринославский кирасирский полк.
Приняв участие во второй турецкой войне, Глазов отличился в ряде сражений и 14 апреля 1789 г. был награждён орденом св. Георгия 4-й степени (№ 279 по кавалерскому списку Судравского и № 595 по списку Григоровича — Степанова)
За отличную храбрость, оказанную при атаке крепости Очакова.
19 мая 1790 г. назначен исполняющим дела Московского обер-полицеймейстера. 16 мая 1793 г. произведён в бригадиры с назначением обер-полицеймейстером и 2 сентября того же года перемещён на такую же должность в Санкт-Петербурге.
По свидетельству А. М. Грибовского Глазов ежедневно являлся к императрице с донесением о благосостоянии столицы и о приехавших в неё. 28 июня 1796 г. он произведён в генерал-майоры. Высочайшим приказом Павла І от 19 июля 1797 г. он был «по неспособности к службе от оной» отставлен.
Умер 16 мая 1814 года.
По отзыву пастора Виганда Глазов «был человек не особенно образованный, но зато в высшей степени честный и чрезвычайно набожный». Он был с 1791 года женат на Аграфене Петровне Савёловой.